# Манакін-свистун бурий
Манакін-свистун бурий (Schiffornis turdina) — вид горобцеподібних птахів родини бекардових (Tityridae).

## Поширення
Поширений в тропічних лісах Амазонії та на сході Бразилії. Його природні місця проживання — субтропічні або тропічні вологі низинні ліси та субтропічні або тропічні вологі гірські ліси .

## Опис
Дрібний птах, завдовжки 15-17 см, вагою 35 г. Спина оливково-коричнева з червонуватими крилами і хвостом. Горло та груди яскраво-оливкового кольору, часто з вохристим відтінком. Іноді горло знизу блідіше, а живіт сірувато-оливкового або тьмяно-оливково-коричневого забарвлення. Дзьоб чорнуватий з сірою основою щелепи. Ніжки свинцево-сірі.

## Спосіб життя
Харчується переважно комахами, інколи поїдає їхніх личинок та ягоди. Самицябудує гніздо на висоті 1-1,5 м на землею у колючому чагарнику, вузлах ліан, у невеликому епіфіті або в увігнутій частині розщепленого стовбура, покритого сухим листя. Відкладає 2 жовтуваті або кремові яйця з коричневими, чорними або бузковими цятками.

## Підвиди
Таксон включає п'ять підвидів:
- Schiffornis turdina amazonum (P. L. Sclater, 1861) — низини від крайнього сходу Колумбії та півдня Венесуели на південь до сходу Еквадору, сходу Перу та північному заходу та заходу Бразилії.
- Schiffornis turdina wallacii (P. L. Sclater & Salvin, 1867) — Суринам, Французька Гвіана та східна Амазонка
- Schiffornis turdina steinbachi Todd, 1928 — південний схід Перу та північна Болівія.
- Schiffornis turdina intermedia Pinto 1954 — східна Бразилія
- Schiffornis turdina turdina (Wied-Neuwied, 1831) — південно-східна Бразилія